# Mar 'Ukban III
Mar 'Ukban III  war weltliches Oberhaupt des babylonischen Judentums.
Er war ein Sohn des Nehemia. Nachdem dieser im Jahre 337 verstorben war, übernahm er das Amt des Exilarchen. Weiterhin war Mar ’Ukban III bekannt als der Held Nathan de-Ẓuẓita. Die Eroberung Armeniens im Jahre 337 unter Sapor II. wird als Ereignis während seiner Regentschaft genannt. Seine Berater waren Rabbah b. Nazmani (er starb 323) und Rabbi Adda. Er wird als Ukban ben Nehemiah, resch galuta im Talmud erwähnt. Dieser Mar ’Ukban, der dritte Exilarch dieser Dynastie, wurde auch Nathan genannt. Nachfolger Mar 'Ukbans wurde Huna Mar Huna III., dem wiederum Mar 'Ukbans Sohn Abba nachfolgte.